# Omalodes brevisternus
Omalodes brevisternus är en skalbaggsart som beskrevs av Schmidt 1893. Omalodes brevisternus ingår i släktet Omalodes och familjen stumpbaggar. Inga underarter finns listade i Catalogue of Life.